# Подільські воєводи

Герб Подільського воєводства

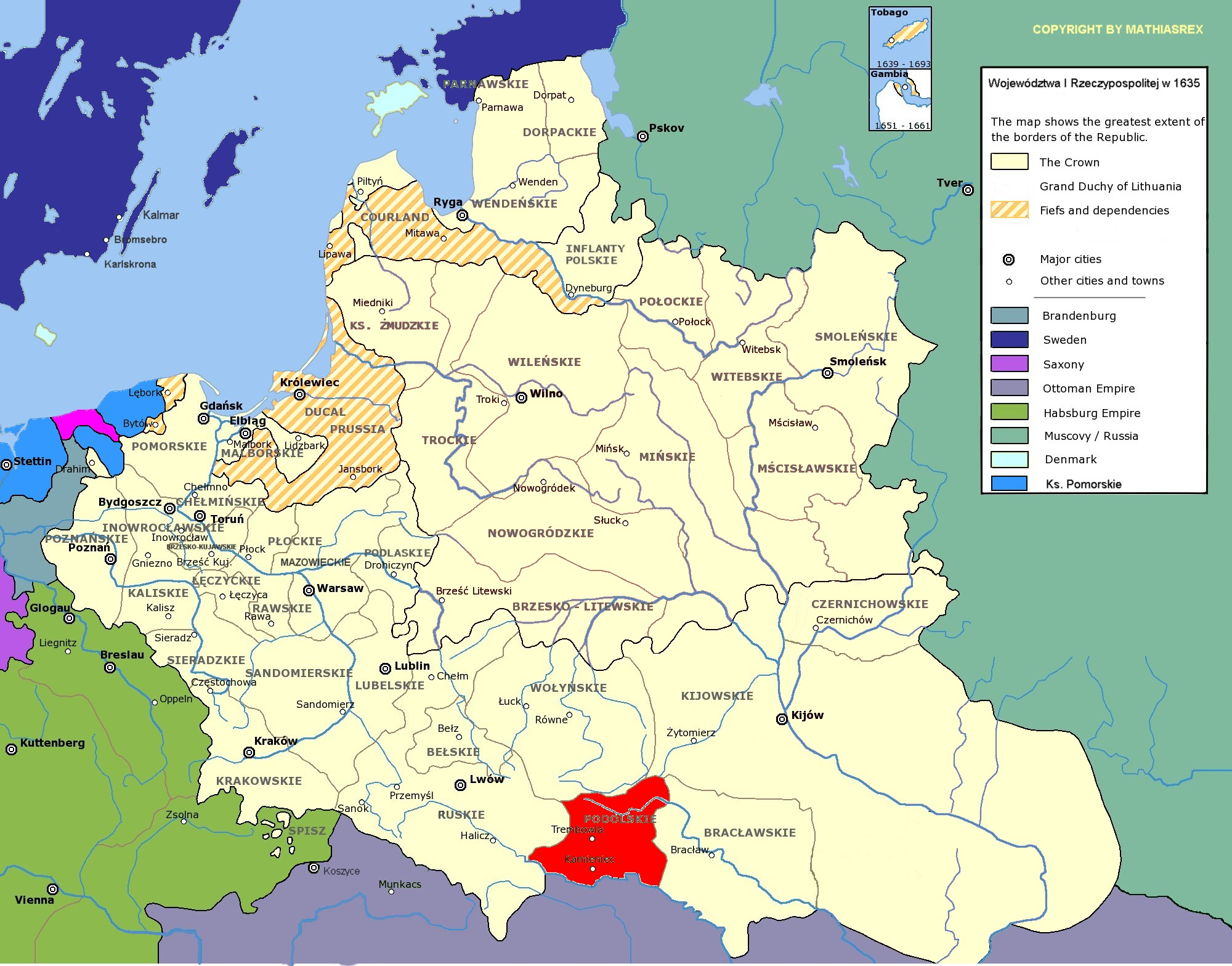
Подільське воєводство на мапі Речі Посполитої

Воєвода подільський — посадова особа Речі Посполитої, один з трьох сенаторів від Подільського воєводства (інші: каштелян, єпископ каменецький).
На території Поділля, з часу його освоєння існували такі адміністративно-територіальні одиниці:
- Подільське князівство 1350-і — 1393 рр.
- Подільська земля XIV—XVI ст.
- Подільське воєводство 1434—1793 рр.
- Подільський (Кам'янецький) еялет 09.1672 — 09.1699 рр.
- Подільська губернія 12.12.1796 р. — 1.08.1925 р.

## ВоєводиПодільського воєводства(Західного Поділля) в складі Королівства Польського 1434—1793
|  | Ім'я, герб                              | Роки життя    | Період          | Примітки                                                              |
|  | --------------------------------------- | ------------- | --------------- | --------------------------------------------------------------------- |
|  | Пйотр Одровонж зі Спрови, г. Одровонж   | ?-1450        | 1434–1437       | староста львівський, гетьман русинів 1444 в Угорщині, воєвода руський |
|  | Михайло Бучацький, г. Абданк            | ?-1438        | 1437–1438       | гетьман на Поділлі 1438 (похід на татар).                             |
|  | Грицько Кердейович                      | ?-1462        | 1439–1462       | Ян-Грицько Кирдейович з Поморян                                       |
|  | Станіслав з Ходча                       | ?-1474        | 1462–1465       | воєвода руський                                                       |
|  | Михайло «Мужило» Бучацький, г. Абданк   | ?-1469        | 1465–1469       |                                                                       |
|  | Анджей Фредро, г. Бонча                 | ?-1476        | 1472–1476       | зять Михайла «Мужила» Бучацького                                      |
|  | Ян Одровонж (син Пйотра), г. Одровонж   |               | 1477-1479       | з 1479 р. воєвода руський                                             |
|  | Давид Бучацький, г. Абданк              | ?-1485        | 1481–1485       | з Бучача                                                              |
|  | Якуб Бучацький, г. Абданк               | 1430/38-1501  | 1485–1497       | воєвода руський                                                       |
|  | Павел Кола, г. Юноша                    | ?-1509        | 1502–1509       |                                                                       |
|  | Отто з Ходча, г. Поваля                 | ?- 12.03.1534 | 1509–1515       | воєвода руський                                                       |
|  | Мартин Каменецький, г. Пилява           |               | 1515-15.03.1530 | гетьман 1505–1507                                                     |
|  | Станіслав Лянцкоронський                | 1465–1535     | 1530–1533       |                                                                       |
|  | Ян Тенчинський                          | ?-1541        | 1533–1535       | воєвода руський                                                       |
|  | Станіслав Одровонж, г. Одровонж         | 1509–1545     | 1535–1542       | воєвода руський                                                       |
|  | Ян Творовський (Бучацький), г. Пилява   | 1474–1547     | 1543–1547       |                                                                       |
|  | Ян Мелецький, г. Гриф                   | 1501–1561     | 1547–1561       |                                                                       |
|  | Ян Стажеховський, г. Нечуя              | ~1507-1567    | 1562–1567       |                                                                       |
|  | Єжи Язловецький, г. Абданк              | ~1510-1575    | 1567–1569       | воєвода руський, гетьман великий коронний                             |
|  | Миколай Мелецький, г. Гриф              | 1527–1585     | 1569–1585       | гетьман великий короний                                               |
|  | Миколай Гербурт, г. Павежа              | 1544–1602     | 1588            | воєвода руський                                                       |
|  | Ян Сененський, г. Дембно                | ?-1599        | 1588–1597       |                                                                       |
|  | Станіслав Ґольський, г. Роліч           | ?-1612        | 1599–1603       | воєвода руський                                                       |
|  | Олександр Конецпольський                | ?-1609        | 1603–1605       | воєвода сєрадзький                                                    |
|  | Геронім (Єронім) Язловецький, г. Абданк | ~1570-1607    | 1605–1607       |                                                                       |
|  | Якуб Претвич г. Вчелє                   | 1546–1613     | 1607–1613       |                                                                       |
|  | Станіслав Лянцкоронський, г. Задора     | ?-1617        | 1614–1617       |                                                                       |
|  | Томаш Замойський, г. Єліта              | 1594–1638     | 1618–1619       | воєвода київський                                                     |
|  | Адам Олександр Сангушко, г. Погоня      | 1590–1653     | 1621–1629       | воєвода волинський                                                    |
|  | Мартин Красицький, г. Рогаля            | 1574–1631     | 1630–1631       |                                                                       |
|  | Марцін Казановський, г. Гримала         | 1563–1636     | 1631–1636       | гетьман польний короний                                               |
|  | Станіслав «Ревера» Потоцький            | ~1579-1667    | 1636–1653       | воєвода київський, гетьман польний і великий короний                  |
|  | Микола Юрій Чорторийський               | 1603–1662     | 1655–1657       |                                                                       |
|  | Александр Станіслав Белжецький          | ?-1676/1677   | 1657–1676       |                                                                       |
|  | Андрій Максиміліан Фредро, г. Бонча     | 1618–1679     | 1677–1679       |                                                                       |
|  | Станіслав-Ян Конецпольський, г. Побог   | 1643–1682     | 1679–1682       | волинський воєвода, белзький староста                                 |
|  | Марцін Замойський                       | ?-1689        | 1682            | люблінський воєвода                                                   |
|  | Маріуш Станіслав Яскульський            | ?-1683        | 1683            |                                                                       |
|  | Станіслав Кароль Лужецький, г. Любіч    | ?-1686        | 1683–1686       |                                                                       |
|  | Миколай Данилович, г. Сас               | ?-1688        | 1687–1688       |                                                                       |
|  | Франциск Дідушицький, г. Сас            | ?-1704        | 1689–1704       |                                                                       |
|  | Нікодем Жабоклицький, г. Рох            | ?-1706        | 1704–1705       |                                                                       |
|  | Стефан Гумецький                        | ?-1736        | 1706–1736       |                                                                       |
|  | Вацлав Пйотр Жевуський, г. Кривда       | 1706–1779     | 1736–1762       | воєвода краківський, гетьман польний і великий коронний               |
|  | Міхал Жевуський, г. Кривда              | ?-1770        | 1762–1770       |                                                                       |
|  | Ян Якуб Замойський, г. Єліта            | 1716–1790     | 1770–1790       | ординат                                                               |
|  | Леонард Марцін Свейковський             | ?-1793        | 1790–1793       |                                                                       |